# Île du Nord (rugby à XV)
Pour les articles homonymes, voir Île du Nord (homonymie).
L'équipe de l'île du Nord, est une sélection régionale néo-zélandaise de rugby à XV qui a vocation à jouer une rencontre annuelle (en) face à l'île du Sud.

## Historique
Cette sélection a joué tous ses matchs dans le cadre de la rencontre Nord-Sud (en) ayant lieu régulièrement depuis 1897, de manière quasi-annuelle jusqu'aux années 1980, avant de ne refaire surface que ponctuellement, notamment au XXIe siècle en 2012 puis 2020.

## Composition
Regroupant en théorie les meilleurs joueurs des Blues, Chiefs et Hurricanes, ce sont néanmoins les allégeances aux équipes provinciales, évoluant en Mitre 10 Cup, avec lesquelles le joueur a débuté — d'Auckland à Wellington — qui déterminent l'appartenance à l'équipe de l'Île du Nord.

### Effectif en 2020
Le groupe pour l'édition 2020 est nommé le 18 août 2020 :
| Piliers - Alex Fidow - Ayden Johnstone - Angus Ta'avao - Ofa Tu'ungafasi - Karl Tu'inukuafe Talonneurs - Asafo Aumua - Ash Dixon - Kurt Eklund Deuxièmes lignes - Scott Scrafton - Patrick Tuipulotu - Tupou Vaa'i | Troisièmes lignes - Lachlan Boshier - Akira Ioane - Dalton Papalii - Ardie Savea - Hoskins Sotutu Demis de mêlée - TJ Perenara - Aaron Smith - Te Toiroa Tahuriorangi Premiers cinq huitièmes - Beauden Barrett | Centres - Rieko Ioane - Anton Lienert-Brown - Peter Umaga-Jensen Arrières - Caleb Clarke - Mitchell Hunt - Damian McKenzie - Sevu Reece - Mark Telea |
| | | |
| (Les noms en gras désignent des joueurs capés avec leur sélection nationale) | | |